# Земська реформа

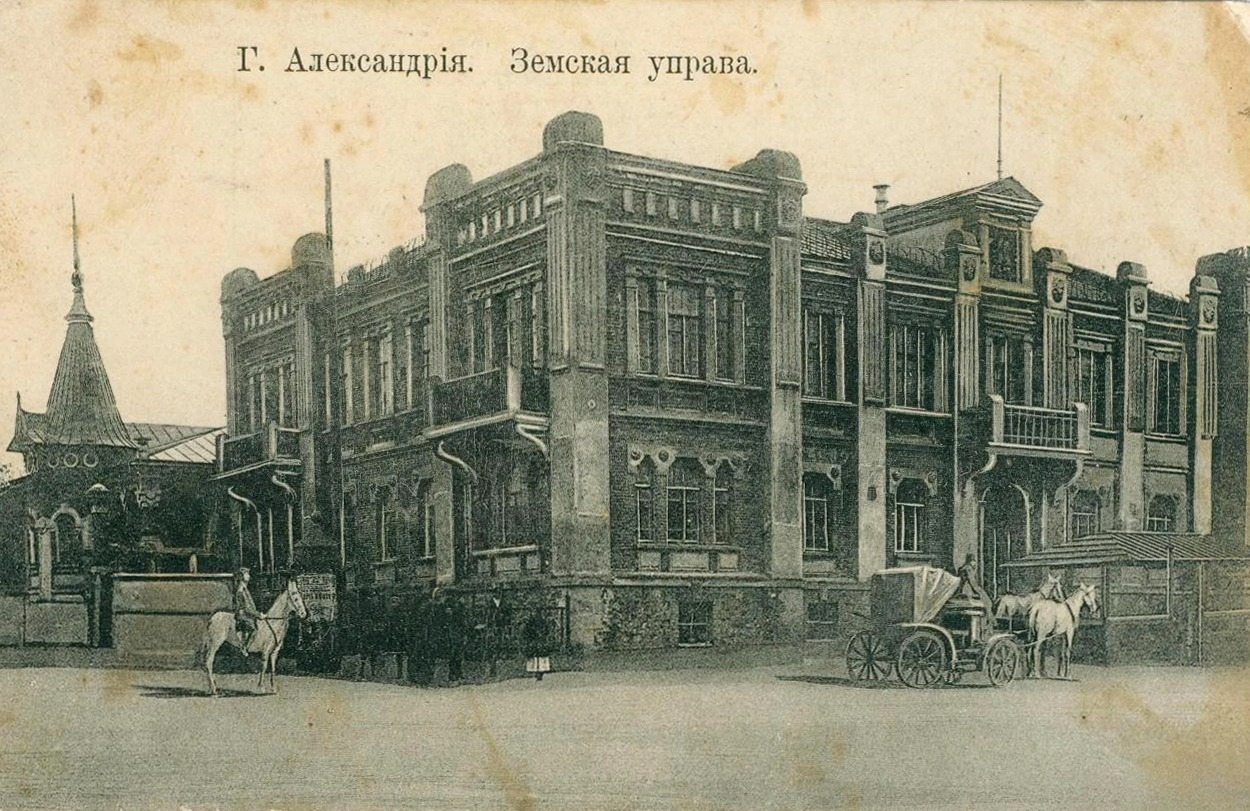
Олександрійська земська управа. Початок ХХ ст.

Земська́ рефо́рма 1864 року — реформа системи регіонального управління Російської імперії, зумовлена необхідністю пристосувати самодержавний лад до потреб капіталістичного розвитку та прагненням царської влади залучити на свій бік лібералів у боротьбі з революційним рухом.
Проєкт реформи розробляла з 1859 комісія при Міністерстві внутрішніх справ Росії (голова М. А. Мілютін, з 1861 — П. О. Валуєв).

## Значення реформи
Згідно з «Положенням про губернські і повітові земські установи» (1864), були створені губернські та повітові земські збори та земські управи. В основу виборчої системи були покладені виборні, майнові (цензові) та станові засади.

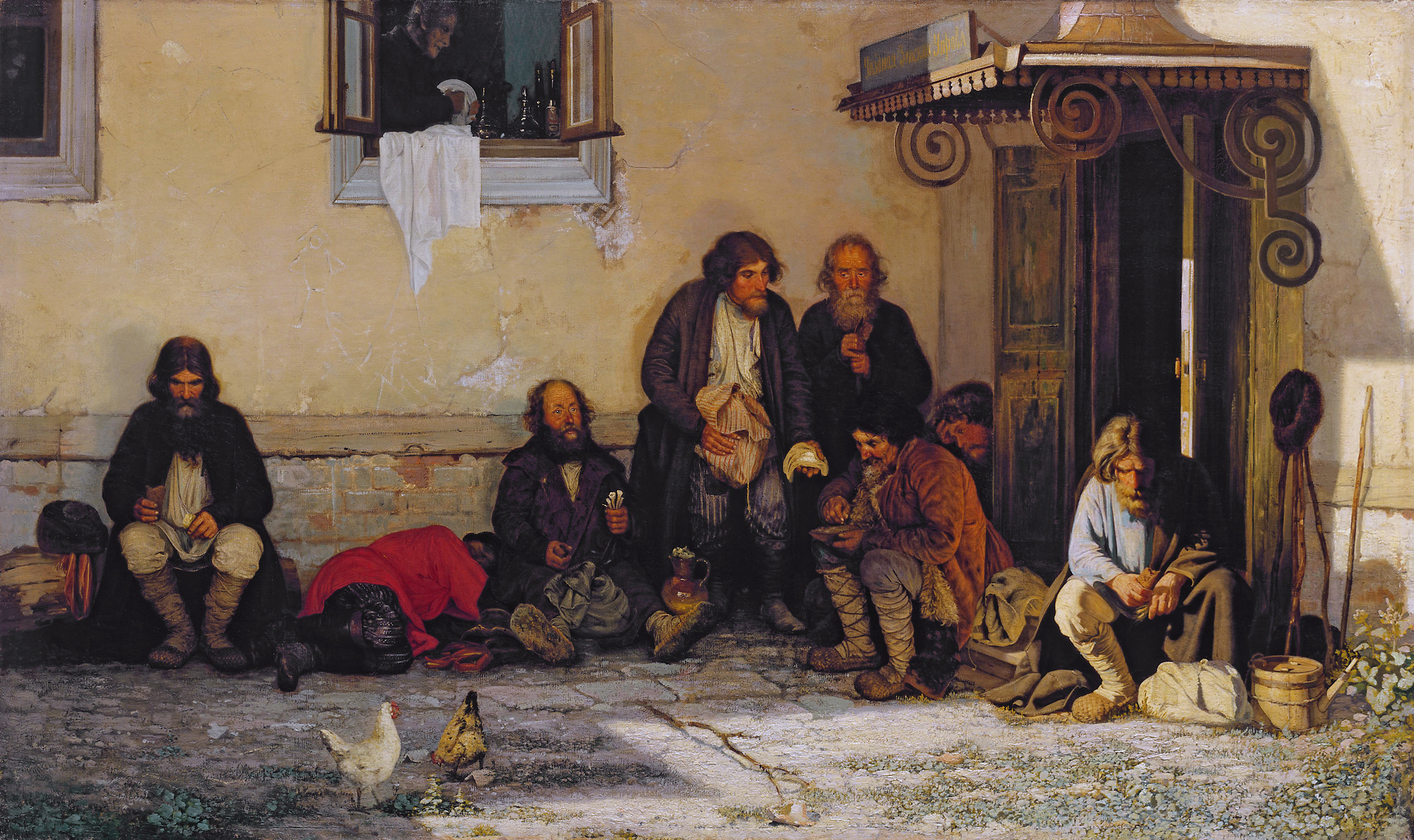
М'ясоедов Григорій Григорович, «Земство обідає»

Виборці ділилися на 3 курії: повітових землевласників, міських виборців і виборних від сільських товариств.
Право участі у виборах за 1-ю курією мали власники не менш ніж 200 дес. землі, власники промислових, торговельних підприємств або нерухомого майна на суму не нижче 15 тис. крб або з доходом не менше 6 тис. крб на рік, а також уповноважені від землевласників, товариств і установ, що володіли не менше 1/20 цензу 1-й курії.
Виборцями міської курії були особи, які мали купецькі свідоцтва, власники підприємств або торгових закладів з річним обігом не нижче 6 тис. крб, а також власники нерухомої власності на суму від 500 крб (у невеликих містах) до 3 тис. крб (у великих містах). Від виборів, таким чином, були усунуті наймані робітники, дрібна буржуазія, інтелігенція.
Вибори за 'селянською курією були багатоступеневими: сільські товариства обирали представників на волосні сходи, ті — виборників, а останні — «гласних» у повітові земські збори.
Губернські гласні обиралися на повітових земських зборах.
Система виборів забезпечувала значне переважання в земствах поміщиків.
Головами губернських і повітових з'їздів були предводителі дворянства.
Земські збори і управи як установи не мали права спілкуватися між собою, не мали примусової влади, бо поліція їм не була підпорядкована; їх діяльність контролювалася губернаторами і міністром внутрішніх справ, які мали право припиняти виконання будь-якої постанови земських зборів.
Побоюючись впливу земських установ, уряд надав їм право відати лише місцевими господарськими справами: утриманням шляхів сполучення, будівництвом і утриманням шкіл і лікарень (для чого земства отримували фінансування за рахунок місцевих зборів), піклуванням про розвиток місцевої торгівлі та промисловості тощо.
Земську реформу провели не скрізь і не одночасно. До кінця 1870-х років земства були створені в 34 губерніях Європейської Росії і в Області Війська Донського (де 1882 року їх ліквідовано). Багато регіонів Російської імперії земств не мали.
Земська реформа сприяла розвитку місцевої ініціативи, господарства та культури.